# Youssef Tourabi
Youssef Tourabi (sinh ngày 18 tháng 4 năm 1989 ở Ben Guerir) là một cầu thủ bóng đá người Maroc, hiện tại thi đấu cho Olympique Safi.

## Sự nghiệp
Anh khởi đầu đầu sự nghiệp cùng với Wydad Casablanca và ký hợp đồng vào ngày 3 tháng 6 năm 2008 và có bản hợp đồng đầu tiên đến ngày 30 tháng 6 năm 2013.

## Sự nghiệp quốc tế
Tourabi đá trận đầu tiên cho đội tuyển quốc gia Maroc trước Đội tuyển bóng đá quốc gia Oman.